# An-140 (航空機)
An-140
ヤクーツク航空のAn-140
- 用途：旅客機
- 設計者：O・K・アントーノウ記念航空科学技術複合体
- 製造者：
- 運用者：アントノフ航空、セパハン航空、ヤクーツク航空ほか
- 初飛行：1997年9月17日
- 生産数：31機
- 運用開始：1999年
- ユニットコスト：-2,000万USドル（2012年時点）

An-140（アントノフ140；ウクライナ語：Ан-140アーン・ストー・ソーロク）は、ウクライナのアントノフ設計局が開発した双発ターボプロップ旅客機である。

## 概要
開発は、1993年に開始され1997年6月に試作機が完成した。初飛行は1997年9月17日。2000年にロシアにおいて、型式証明を取得している。An-24の後継機種となるものであり、50席クラスの地域路線向けの機体である。胴体や主翼などは新設計で、直線翼の主翼を持ち、高翼配置となっている。主脚は胴体脇のバルジに納められているなど、非舗装飛行場における運用も考慮されている。
各種の派生型も計画されているが、長らく量産計画はあまり進んでいなかった。しかし、現在、若干数がアエロミースト・ハルキウなどですでに運用に入っており、アントノフでは今後の主力商品として販路拡大に期待している。2002年、まだロールアウト直後だった機体がランディング直前に付近の山岳地帯へ墜落し搭乗者全員が犠牲になる事故を起こしている。原因はGPS機器の設定ミスとされた。
また、イランでIrAn-140としてライセンス生産されており、イランの企業HESAがアントノフから供給される部品一式を組み立てている。2014年8月には営業飛行の離陸直後にエンジンストールで墜落事故を起こし搭乗者48名のうち少なくとも38名の死亡が事故当日に確認された。イランでは、シームルグ（Simorgh）という名称の「国産」双発機も存在するが、これはIrAn-140に続くAn-140の派生型とみられている。

## 運行
現在、25機のAn-140が運行されており、18機のAn-140が発注されている。
| 運行会社             | 運行中 | 発注済 |
| -------------------- | ------ | ------ |
| アントノフ航空       | 3機    | 0機    |
| イルイッシュ・アビア | 2機    | 0機    |
| イラン警察航空隊     | 2機    | 0機    |
| セパハン航空         | 5機    | 0機    |
| モトール・シーチ     | 3機    | 0機    |
| ヤクーツク航空       | 4機    | 4機    |
| ロシア国防省         | 7機    | 14機   |
| 合計                 | 25機   | 18機   |

## 仕様
諸元
- 乗員: 2名
- 定員: 最大52名
- 全長: 22.60m
- 全高: 8.23m
- 翼幅: 24.50m
- 翼面積: 51m2
- 翼型: 直線翼
- 空虚重量: 3,200kg
- 最大離陸重量: 21,500kg
- 動力: クリーモフ TV3-117VMA-SBM1 ターボプロップエンジン、1,864kW （2,500hp）   × 2

性能
- 最大速度: 575km/h
- 巡航速度: 460-540km/h
- 航続距離: 3,050km
- 実用上昇限度: 7,200m

## 参考資料
1. ↑  事故詳細（事故No,20021223a） 2002年12月23日午後7時29分頃、ウクライナ・ハルキウ発トルコ・トラブゾン経由イラン・イスファハン行きアエロミースト・ハルキウ（本社：ウクライナ）2137便アントノフAn-140（UR-14003）が着陸進入中にイスファハン近郊の山岳地帯に墜落
2. ↑  イラン旅客機墜落 パイロットはウクライナ人 テヘラン近郊で墜落 事故原因はエンジンの故障
3. ↑  Gareth Jennings (2024年12月11日). “Iran showcases ‘domestically developed' airlifter”. janes.com. 2024年12月13日閲覧。